# Franco Prete
Pour les articles homonymes, voir Prete.
Franco Prete (né le 20 mai 1933 à Trévise et mort le 29 juin 2008 à Venise) est un écrivain, poète et éditeur italien, fondateur et animateur de la revue Origine et éditeur de poésie internationale à Luxembourg (1965 - 2007).

## Biographie
Franco Prete grandit à Venise, où il fréquente l'école primaire. Après le lycée, à Turin, il fréquente l'Institut auf dem Rosenberg à Saint-Gall.
À Paris et à Heidelberg, il poursuit et conclut ses études en langues et littérature moderne.
De 1957 à 1993, Franco Prete travaille pour la haute Autorité de la CECA, puis pour le Parlement européen, d'abord comme interprète simultan et de conférence, et puis comme haut fonctionnaire et directeur géneral.

### La revueOrigine
Il crée en 1960 à Luxembourg avec sa femme Herrad Prete, ses amis Arnaldo Ferragni et Edmond Dune la revue multinationale Origine. Ensemble, ils donnent vie au groupe Origine, une initiative culturelle de synthèse franco-italienne de poésie et de l'art qui jusqu'au 2007 s'emploie à la traduction, publication et diffusion des meilleurs auteurs de poésie italiens, français, belges et luxembourgeois.
En tant que poète et écrivain, il a publié de nombreux ouvrages, surtout en italien.
En collaboration avec Arthur Praillet il crée et codirige la revue littéraire La Revue franco-italienne de la poésie, dont sept numéros furent publiées entre 1966 et 1968.

## Œuvres
Œuvres de poésie
- I belli orizzonti. Loescher, Turin (1962)
- Il tempo dei frassini. Sestante, Padoue (1964)
- Pietra su pietra. De Luca, Rome (1969)
- Lettere agli amici. Rebellato, Padoue (1972)
- Terre di nessuno. Il Libro, Rome (1977)
- Terre perse (bilingue). Journal dees Poèts, Bruxelles (1979)
- Quartine per le sere d'inverno (bilingue). La table des champs, Arlon, (1982)
- Renitenza. Origine, Luxemburg (1998)
- Renitenza (bilingue). L'Arbre à paroles, Amay (1999)

Romans
- L'Ambasceria in Fiandra. Pagus, Paese (Trévise) (1981)
- Il ruggito del leone. Origine, Luxembourg (1994)

Anthologies
- E. Dune, Poètes italiens d'aujourd'hui (bilingue). A. Pfeiffer, Luxembourg (1965)
- A. Noferi, Prima biennale della poesia italiana. I Centauri, Florence (1969)
- A. Praillet, Jeune poésie italienne. Vodaine, Yutz (1971)
- D. Cara, Le proporzioni poetiche. Laborio delle Arti, Milan (1976)
- Journal des poètes, Numéro spécial du 50e anniversaire. Bruxelles (1981)
- H. Labrusse, R. Milani, A. Ughetto, Promenades en poésie italienne contemporaine. Sud, Marseille (1984)
- A. Monjo, M. Méresse, Six poètes italiens contemporains. La Sape, Montgeron (1992)
- J. Baude, Venise sous les bois de Cadore. L'Arbre à paroles, no 10, Amay (1999)